# Léda (mitológia)

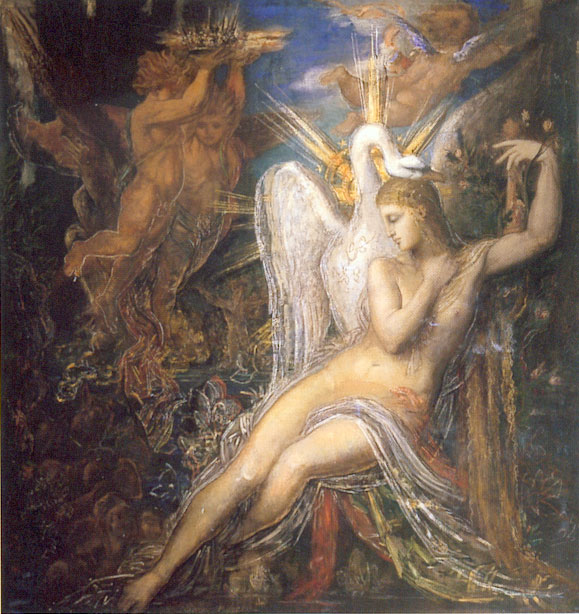
Léda (Gustave Moreau festménye)

Léda a görög mitológiában Spárta legendás királynéja, Thesztiosz király leánya, Tündareósz király felesége. Testvére Althaia.
Zeusz szeme a halandók közül megakadt Léda szépségén, és egy nap hattyú alakjában elcsábította a királynét. Léda megijedt férje haragjától, és hogy saját lelkiismeretét rendbehozza aznap éjjel együtt hált Tündareosszal is. Hamarosan négy gyermek született. Léda két hattyútojást szült, amiből gyermekei kikeltek. Az egyikből kettő akik Zeusztól s a másikból kettő akik Tündareósztól származtak. Így Helené (Szép Heléna) és Polüdeukész halhatatlanok voltak, míg Klütaimnésztra és Kasztór halandók. Kasztór és Polüdeukész együtt voltak a dioszkuroszok.